# Visby socken
Visby socken ingick i Gotlands norra härad, uppgick 1936 i Visby stad, och området är sedan 1971 en del av Gotlands kommun, från 2016 inom Visby domkyrkodistrikt.
Socknens areal var 4,23 kvadratkilometer i det södra området och 10,85 i det norra efter 1895 var det kvarvarande norra områdets areal  11,33 kvadratkilometer. År 1892 fanns här 60 invånare i det södra området och 1930 i det norra 239. Socknen saknade egen sockenkyrka och använde istället Visby domkyrka, som låg i Visby stadsförsamling.

## Administrativ historik
Visby socken bildades 1811 genom en utbrytning ur Visby stad (norra delen) och Visby församling (båda delarna). 
Vid kommunreformen 1862 övergick socknens ansvar för de kyrkliga frågorna till Visby landsförsamling och för de borgerliga frågorna bildades Visby södra landskommun och Visby norra landskommun (från 15 februari 1901 benämnd Visby landskommun). Visby södra landskommun och församlingens södra del (Visborg) överfördes 1895 till Västergarns församling, Västerhejde församling och Visby stadsförsamling. Församlingen norra del (Hästnäs) och landskommunen uppgick 1936 till Visby församling respektive Visby stad.
1 januari 2016 inrättades distriktet Visby domkyrko, med samma omfattning som Visby domkyrkoförsamling hade 1999/2000, och vari detta sockenområde ingår.
Socknen har tillhört samma fögderier och domsagor som Gotlands norra härad.

## Geografi
Visby socken låg norr och söder om Visby.

### Gårdsnamn
Hästnäs Lilla, Hästnäs Stora, Visborgs Kungsladugård.

### Kvarnar
Bingers, Hästnäs Lilla, Hästnäs Stora, Högan, Kopparsvik, Käringen, Lågan, Plågan, Södra Hällarna, Visby kungsladugård, Österklint.

## Befolkningsutveckling
| Befolkningsutvecklingen i Visby socken 1810–1930 | Befolkningsutvecklingen i Visby socken 1810–1930 | Befolkningsutvecklingen i Visby socken 1810–1930 | Befolkningsutvecklingen i Visby socken 1810–1930 | Befolkningsutvecklingen i Visby socken 1810–1930 |
| --- | ------------------------------------------------ | ------------------------------------------------ | ------------------------------------------------ | ------------------------------------------------ |
| |                                                  |                                                  |                                                  |                                                  |
| År |                                                  |                                                  | Folkmängd                                        |                                                  |
| 1810 | 1810                                             |                                                  | 104                                              |                                                  |
| 1820 | 1820                                             |                                                  | 132                                              |                                                  |
| 1830 | 1830                                             |                                                  | 175                                              |                                                  |
| 1840 | 1840                                             |                                                  | 192                                              |                                                  |
| 1850 | 1850                                             |                                                  | 186                                              |                                                  |
| 1860 | 1860                                             |                                                  | 221                                              |                                                  |
| 1870 | 1870                                             |                                                  | 271                                              |                                                  |
| 1880 | 1880                                             |                                                  | 262                                              |                                                  |
| 1890 | 1890                                             |                                                  | 208                                              |                                                  |
| 1900 | 1900                                             |                                                  | 176                                              |                                                  |
| 1910 | 1910                                             |                                                  | 206                                              |                                                  |
| 1920 | 1920                                             |                                                  | 201                                              |                                                  |
| 1930 | 1930                                             |                                                  | 204                                              |                                                  |
| Anm: Tabellen visar endast Visby landsförsamling, ej staden. Källor: Umeå universitet - Tabellverket 1749-1859, Demografiska databasen, CEDAR, Umeå universitet. |                                                  |                                                  |                                                  |                                                  |

### Fotnoter
1. 1 2  Visby landsförsamling Nordisk familjebok 1894
2. 1 2  Sjögren, Otto (1931). Sverige geografisk beskrivning del 2 Östergötlands, Jönköpings, Kronobergs, Kalmar och Gotlands län. Stockholm: Wahlström & Widstrand. Libris 9939
3. ↑  SCB Folkräkningen 1930 del 1 Arkiverad 24 september 2015 hämtat från the Wayback Machine. sida 332 i pdf:en anm. till Visby stift not 1
4. ↑  Harlén, Hans; Harlén Eivy (2003). Sverige från A till Ö: geografisk-historisk uppslagsbok. Stockholm: Kommentus. Libris 9337075. ISBN 91-7345-139-8
5. ↑  Kyrkoarkivet för  Visby socken – Nationella arkivdatabasen, Riksarkivet
6. ↑  Administrativ historik för Visby socken (Klicka på församlingsposten). Källa: Nationella arkivdatabasen, Riksarkivet.
7. ↑   Väder- och vattenkvarnar på Gotland. 1977. sid. 165. ISBN 91-7400-030-6